# باشگاه فوتبال ونتفورت کوفو

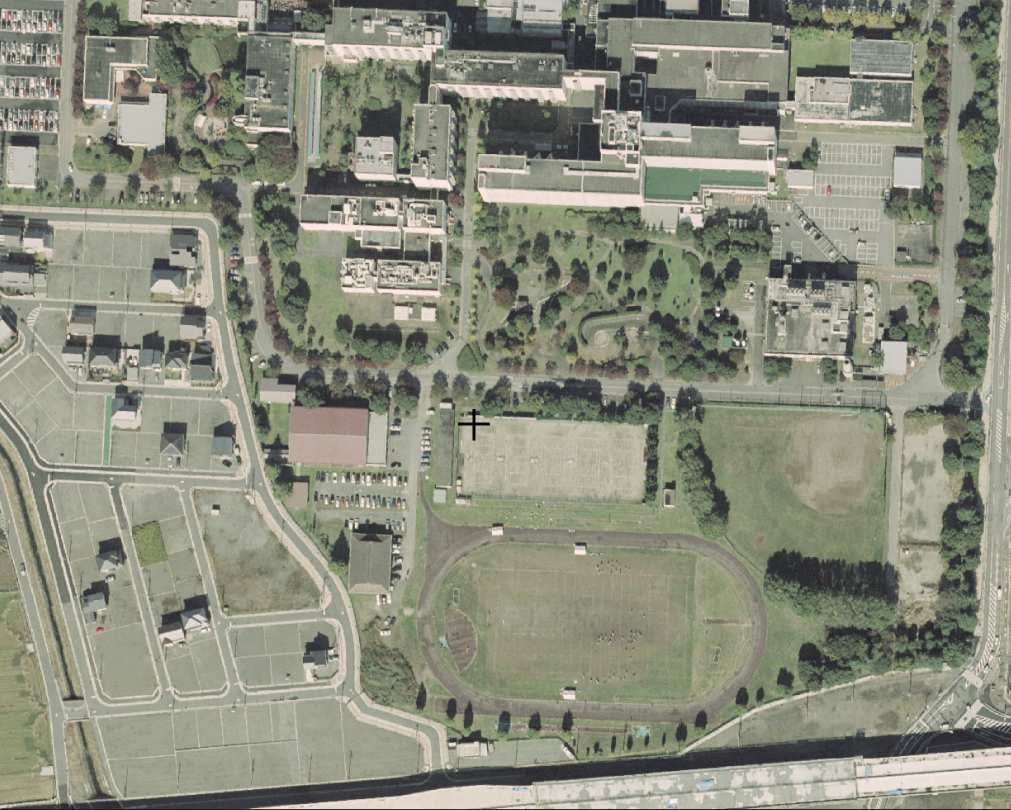
Yamanashi U Med School

باشگاه فوتبال ونتفورت کوفو ژاپنی: ヴァンフォーレ甲府 باشگاه فوتبالی در شهر استان یاماناشی، ژاپن است که در جی‌لیگ ۲ بازی می‌کند. این باشگاه در سال ۱۹۶۵ میلادی پایه‌گذاری شده است.